# 46,XX性分化疾患
46,XX性分化疾患（英: 46,XX disorder of sex development、46,XX-DSD）は、(46,XX)の核型を持つ人物（通常は女性となる）が表現型的に男性の特徴を持つ、稀な先天性間性の状態である。出現する男性的特徴は症例によって異なる。XX男性症候群（XX male syndrome）、de la Chapelle症候群（de la Chapelle syndrome）、46,XX精巣性性分化疾患（46,XX-TDSD）、46,XX sex reversal、nonsyndromic 46,XX testicular DSD、XX sex reversalなど多数の名称が用いられている。
この疾患の大半は、男性生殖器の発生を開始するY染色体のSRY遺伝子が、父親の減数分裂時にX染色体とY染色体の偽常染色体領域の間で起こった遺伝情報の乗換えによって変則的にX染色体へ組み込まれたことによって引き起こされている。受精時にSRY遺伝子を持つX染色体と母親由来の正常なX染色体が組み合わさることで、XX男性となる。より稀な例としてSRY陰性XX男性があり、常染色体またはX染色体上の遺伝子の変異によって引き起こされる。46,XX-DSDでみられる男性化の程度はさまざまである。
46,XX-DSDの診断はさまざまな手法で行われ、約20,000人の新生児男子に1人の割合で生じるが、この値はクラインフェルター症候群よりもずっと少ない。治療は医学的には不要であるが、一部の人はより男性的または女性的に見えるような治療を行うことを選択する。de la Chapelle症候群の名称は、この疾患と病因の研究を行ったフィンランドの科学者Albert de la Chapelleに由来する。

## 徴候と症状
46,XX-DSDは、1) 正常な内性器・外性器を持つ男性、2) 外性器形成不全を伴う男性、3) 内性器と外性器の双方の形成不全を伴う男性（真性半陰陽とも呼ばれる）の3種類に分類される。外性器形成不全には、尿道下裂、小陰茎症、陰核肥大などが含まれる。典型的には、XX男性の外観はXY男性よりも低身長・低体重である。大部分のXX男性はXY男性と比較して精巣が小さく、停留精巣の割合が高い。多くは不妊である。一部のXX男性は体毛が少なく、性欲も低い。女性的な特徴がみられることがあり、さまざまな程度で女性化乳房がみられるが、腹腔内にミュラー管はみられない。男性として育てられた場合には男性としてのジェンダーアイデンティティを持つ可能性が高く、属する文化において男性的行動をとるという研究もある。

### 男性化

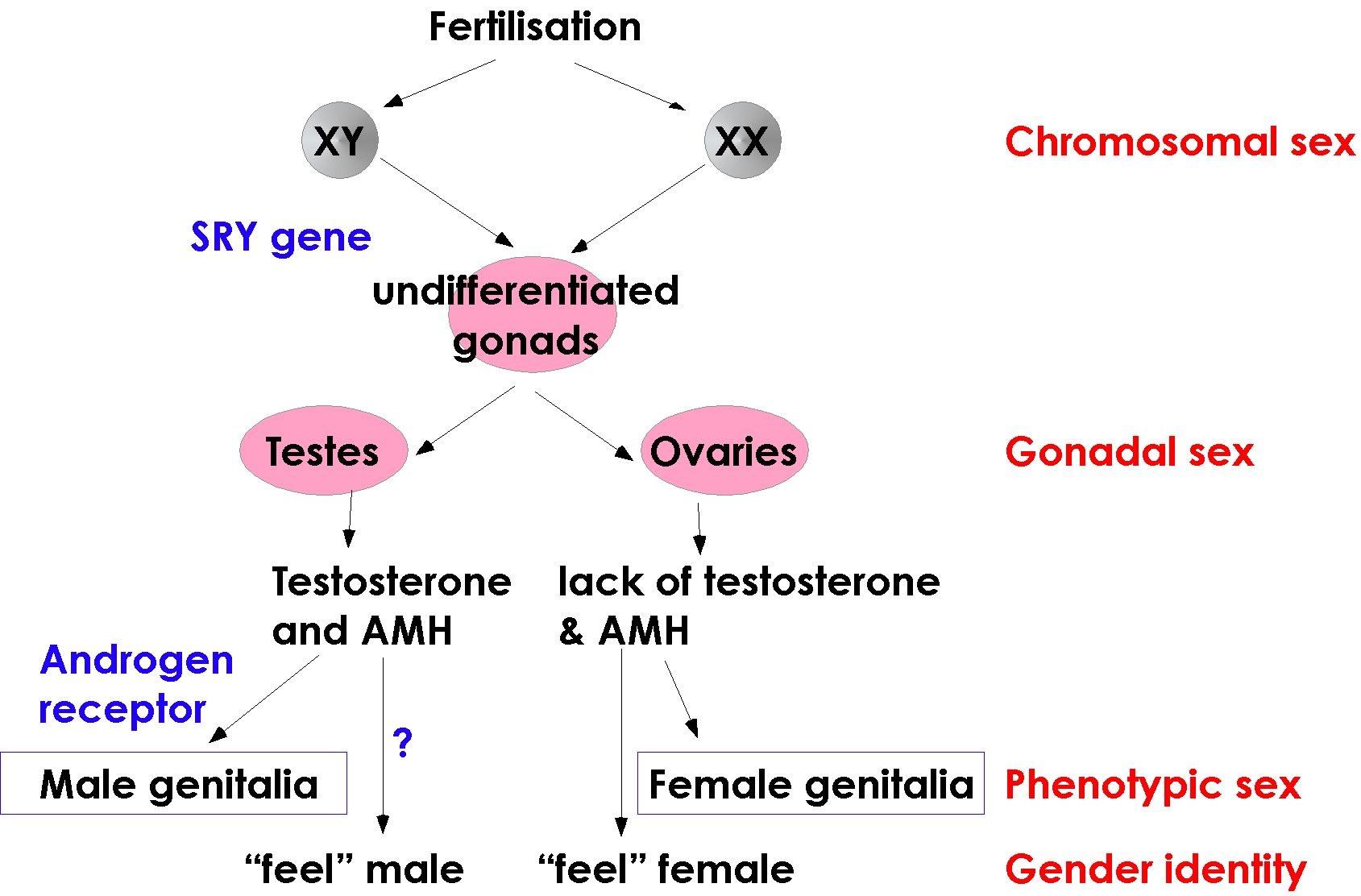
ヒトにおける性分化の模式図

46,XX-DSDでみられる男性的な表現型はさまざまであり、SRY陽性者間でも差異がみられる。SRY遺伝子が存在する場合には完全な男性表現型となることが多いが、一部の症例ではSRY遺伝子が存在する場合でも内性器または外性器の形成不全が生じることがある。正常なXX女性ではX染色体の1コピーがサイレンシングされる（X染色体の不活性化）ため、SRY陽性XX男性でみられる性器形成不全や不完全な男性化にはこうしたX染色体の不活性化が関与している可能性が考えられている。SRY遺伝子を持つX染色体は90%の確率で優先的に活発なX染色体として選択され、そのためSRY陽性XX男性では完全な男性表現型がみられることが多い。残りの10%では、X染色体の不活性化はSRY遺伝子部分にも広がり、その結果として不完全な男性化が生じる。
SRY陰性XX男性の男性化は、どの遺伝子が変異しているか、そして発生のどの時点で変異が生じたかに依存している。

## 遺伝学

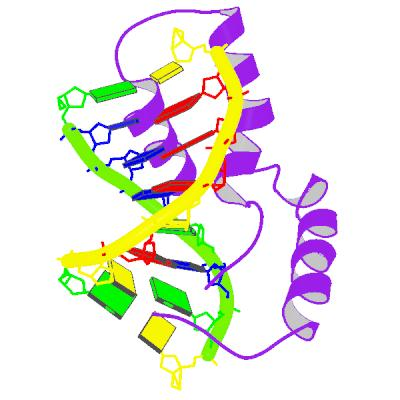
SRYタンパク質

一般的に男性の二倍体細胞にはX染色体とY染色体が1本ずつ存在し、女性にはX染色体が2本存在する。SRY陽性のXX男性は2本のX染色体を持ち、そのうち1つにはY染色体に由来する遺伝物質（SRY遺伝子）が含まれている。この遺伝子のために、女性に一般的な染色体構成を持つにもかかわらず、男性的な表現型が引き起こされる。しかしながら、一部のXX男性はSRY遺伝子を持たず（SRY陰性）、他の遺伝子によって男性表現型が引き起こされている可能性がある。

### SRY陽性

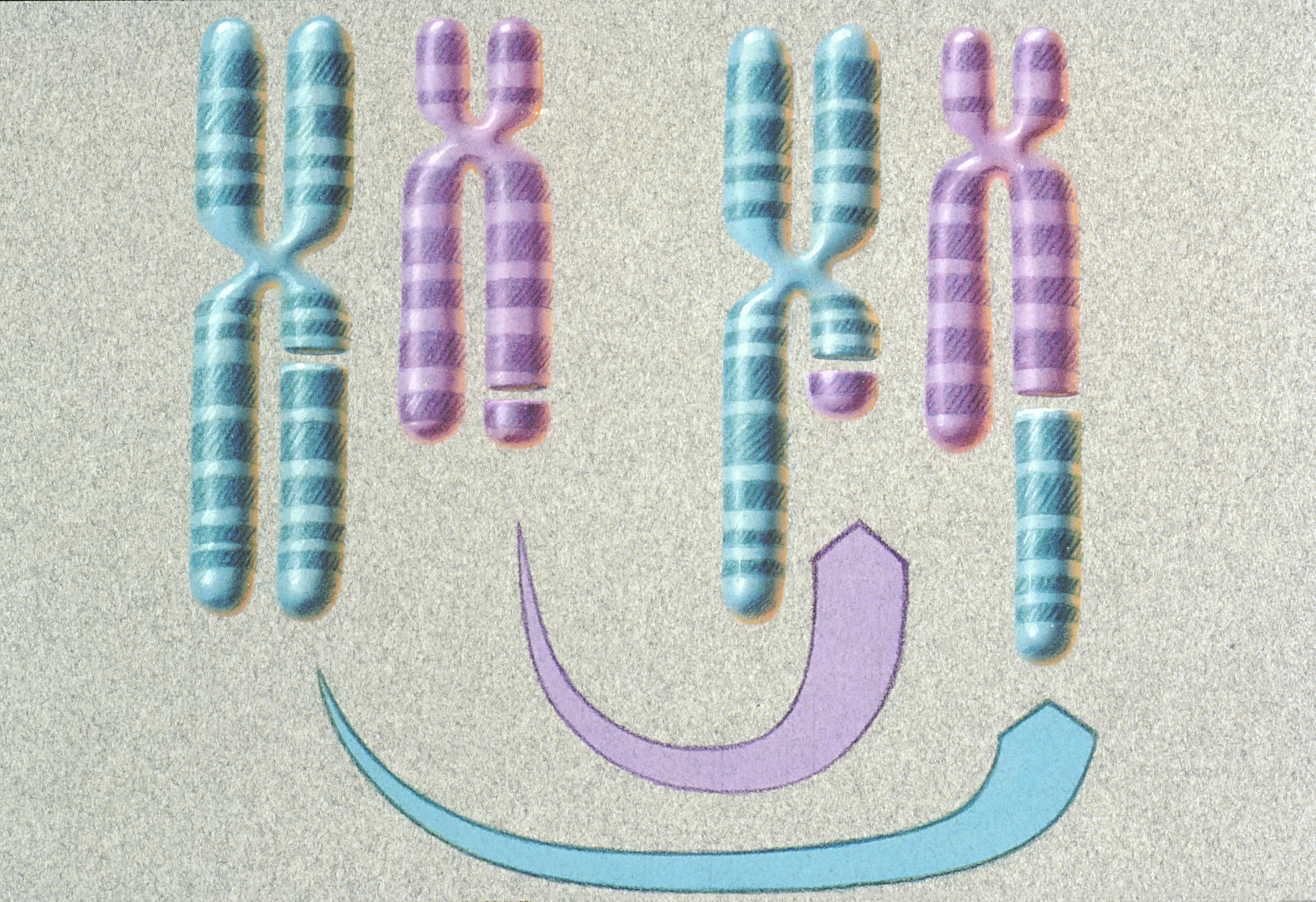
2つの染色体間での転座の例

SRY遺伝子は通常Y染色体上に存在し、精巣の発生を開始することで性決定に重要な役割を果たす。
SRY陽性型は46,XX-DSDの80%を占め、染色体間での遺伝物質の異常な交換（染色体転座）を原因とする。こうした交換は、父親の精細胞の形成時に無作為なイベントとして生じたものである。SRY遺伝子はY染色体の先端に位置しており、組換え時にX染色体の一部となるような転座が生じる。そしてX染色体にSRY遺伝子を持つ精細胞を卵が受け取った場合、その胚はY染色体を持たないにもかかわらず、男性として発生する。こうしたケースはSRY陽性型の46,XX精巣性性分化疾患と呼ばれる。

### SRY陰性
46,XX精巣性性分化疾患の約20%はSRY遺伝子を持たない。こうしたケースはSRY陰性型の46,XX精巣性性分化疾患と呼ばれる。こうした疾患の原因は不明であることが多いが、他の遺伝子に影響を与えるような変化が同定されている。SRY陰性型の46,XX精巣性性分化疾患では、SRY陽性型と比較してambiguous genitalia（判別不明性器）となっている可能性が高い。
このタイプの疾患の正確な原因は不明であるが、発生時に精巣分化に関与しているSOX9遺伝子の変異がこの疾患に寄与していることが提唱されている。提唱されている他の原因としては、核内ホルモン受容体をコードするDAX1遺伝子の変異がある。DAX1は男性化遺伝子を抑制するため、DAX1の機能喪失が生じた場合にはXXでも精巣が発生する場合がある。SF1、WNT4遺伝子の変異もSRY陰性型の46,XX-DSDとの関連の研究が行われている。

## 診断
小陰茎、尿道下裂、陰唇陰嚢隆起などの外性器異常に対する診断を行う場合、男性型または女性型の内性器が存在するかを明らかにするために診断手術が行われる可能性がある。指標としては鼡径管を下降していない2つの精巣（しかしこれは46,XX-DSDの一部のみでみられるものである）、ミュラー管の不在などがある。外部の指標としては、低体重や小精巣などがある。
標準的な核型分析によって、部分的または完全に男性表現型を持つ人物がXX遺伝子型を持つことを細胞遺伝学的に決定することができる。SRY遺伝子の存在とその位置は、蛍光in situハイブリダイゼーション（FISH）によって決定することができる。

## 治療
判別不明性器などの異常は医学的理由による治療は必要ないものの、ホルモン療法や手術による治療を行うことができる。XX男性症候群の症状はさまざまであるため、治療の詳細も同様に多様なものとなる。一部のケースでは女性器の部分的または完全な切除が行われ、またその後で外見をより男性的にするための形成手術や再建手術が行われる場合もある。逆に、より女性的になりたいという願望がある場合には、より女性的に見えるよう女性器形成術が行われる場合もある。ホルモン療法は外見をより男性的または女性的にする助けとなる可能性がある。

### テストステロン

テストステロン

患者の大部分は思春期に、ひげや声変わりといった男性の第二次性徴を誘導するため、男性ホルモンであるテストステロンによるによる治療を必要とする。ホルモン療法は乳房の肥大（女性化乳房）の防止にも有用である。この症候群の成人は平均的男性よりも低身長であることが多く、子をもうけることができない（不妊）。

## 疫学
2010年時点では200症例が報告されているのみであるが、2万人から3万人に1人の男性が(46,XX)の核型を持つと推定されている。

## 関連文献
- “Ambiguous Genitalia. Uncertain genetalia information. Patient | Patient”. Patient. 2017年1月12日閲覧。